# Мери Ерпс
Мери Александра Ерпс (рођена 7. марта 1993) је енглеска професионална фудбалерка која игра као голман Манчестер јунајтеда у женској Супер лиги и репрезентацији Енглеске . На Светском првенству у фудбалу за жене 2023. била је заменик капитена Енглеске и добила је Златну рукавицу за најбољег голмана турнира.
Раније је играла за ФА ВСЛ клубове Бристол Сити, Бирмингем Сити, Донкастер и Рединг, и у Бундеслиги са ВфЛ Волфсбургом .   Ерпс је представљала Енглеску на узрасту до 17, до 19 и до 23 године,    и освојила је своју прву сениорску титулу 2017. 

## Клупска каријера
У сезони 2009–10 Ерпс је промовисана у први тим Лестер Ситија, да би обезбедила конкуренцију за редовног голмана Леан Хал. Следеће сезоне Ерпс је потписала за Нотингем Форест. Била је неискоришћена замена у Форестовом поразу из пенала од Барнета у финалу ФА Купа за жене.
Донкастер Роверс Белс је потписао уговор са 18-годишњом Ерпсом непосредно пре почетка сезоне ФА ВСЛ 2011. године. Менаџер Белса Џон Бакли са задовољством је обезбедио њене услуге: „Она има изванредан потенцијал и веома светлу будућност пред њом.  Ерпс је почела да игра редовно у другом делу сезоне 2011, а затим се придружила Ковентри Ситију на позајмици ван сезоне . 
Након што је сезону 2012. провела у Донкастеру, Ерпс се придружила Бирмингем Ситију пре 2013. године. У новембру 2013. дебитовала је у УЕФА Лиги шампиона за жене у победи од 5-2 над ФК Зорки, одиграној у Сент Ендрјусу.  Присуство Ребеке Спенсер ограничило је Ерпсино време играња у Бирмингему, па се придружила Бристолу ситију 2014. године.
У Бристолу Ерпс је играла на свим мечевима тима осим у једном током сезоне 2014. и 2015. године.
Када је Бристол испао из лиге на крају њене друге сезоне, Ерпс је отишла да се придружи Редингу. У својој првој сезони са Редингом, Ерпс је освојила признање за тим године ПФА . 
У јуну 2018. Ерпс се придружила браниоцу титуле Бундеслиге ВфЛ Волфсбургу. Дебитовала је 8. септембра 2018. у победи над Хановером 96 резултатом 11-0 у другом колу ДФБ-Покал. Тим је освојио своју трећу узастопну дуплу круну током сезоне 2018–19.
Дана 12. јула 2019, након једне сезоне у Немачкој, Ерпс се вратила у Енглеску да би потписала за новопромовисани Манчестер Јунајтед уочи сезоне 2019–20. Ерпсова је дебитовала за Манчестер јунајтед против Манчестер ситија на ФА ВСЛ 7. септембра 2019, поразом од 1–0 у инаугурационом дербију Манчестера. Задржала је своју прву чисту мрежу за клуб 28. септембра 2019. у победи од 2:0 над Ливерпулом, што је прва победа клуба у ФА ВСЛ победи. Ерпс је 26. фебруара 2021. потписала нови уговор са Манчестер јунајтедом до 2023. са опцијом за још годину дана.  Ерпс је сачувала мрежу 14 пута  у лиги, нови ВСЛ рекорд, током сезоне Супер лиге за жене 2022/23, пошто је освојила златну рукавицу, а Манчестер јунајтед је завршио сезону на 2. месту, квалификовавши се за УЕФА женску Лигу шампиона.  У октобру 2023. Ерпс је била пета у гласању за Златну лопту. Био је то највише рангирани голман који од увођења женске награде 2018. Претходни најбољи био је 12. који су оствариле и Кристијан Ендлер и Сари ван Венендал.

## Репрезентативна каријера
Ерпс је играла за Енглеску до 19 година на УЕФА женском првенству до 19 година 2012. у Анталији, Турска. Добила је похвале за своје наступе упркос изласку Енглеске из групне фазе.  У јулу 2013, студент Универзитета Лоугхбороугх, Ерпс помогла је Великој Британији да освоји златну медаљу на Летњој Универзијади 2013. у Казању, Русија. Након повреда Карен Бардсли и Рејчел Браун-Финис, сениорска репрезентација Енглеске дала је Ерпсовој први позив за квалификациону утакмицу за Светско првенство за жене у априлу 2014. против Црне Горе на стадиону Фалмер, Брајтон и Хоув .  Вратила се у сениорски тим у септембру 2015. за победу Енглеске у квалификацијама за Европско првенство 2017. у Естонији резултатом 8-0. 
У јуну 2017, Ерпс је позвана у тренинг камп Енглеске за УЕФА женско Европско првенство 2017. као голман четвртог избора.  11. јуна 2017. освојила је своју прву сениорску утакмицу у пријатељској победи над Швајцарском резултатом 4-0 у Билу.  Свој први сениорски старт имала је у септембру 2018, у победи од 6-0 над Казахстаном.
Дана 8. маја 2019. именована је у тим за Светско првенство у фудбалу за жене 2019 .  
Ерпс је 17. септембра 2021. именована за стартног голмана у првој утакмици Сарине Вигман као тренера Енглеске, што је њено први наступ са Лавицама од новембра 2019. Енглеска је победила Северну Македонију са 8-0 у оквиру квалификација за Светско првенство 2023 . Пошто је остала као Вигманов први изабрани голман у осам од њених првих 11 мечева, Ерпс је била укључена у репрезентацију Енглеске за Европско првенство у фудбалу за жене 2022. јуна 2022.  Играла је сваки минут у свих шест утакмица током кампање док је Енглеска по први пут освојила Евро.  Ерпс је примила гол два пута, сачуавши своју мрежу 4 пута, што је већи резултат у односу на  Мерл Фрохмс из Немачке, и изабрана је у тим турнира.  
Дана 31. маја 2023. Ерпс је именована у тим за Светско првенство у фудбалу за жене 2023. у јулу 2023.  Током Светског првенства играла је сваки минут на свих седам мечева, примила четири гола, три из отворене игре и сачувала гол 3 пута.  Током пораза Енглеске од Шпаније резултатом 1:0 у финалу 20. августа, Ерпс је одбранила пенал Џенифер Ермосо у 68. минуту. Награђена је Златном рукавицом за турнир.  19. септембра 2023, Ерпс је проглашена за најбољег играча Енглеске за сезону 2022–23. 

## Лични живот
Ерпс је одрастала у Вест Бридгфорду у Нотингему и похађала школу Бекет.  Њено фудбалско путовање почело је са 10 година у Вест Бридгфорд Цолтсу, где је схватила да има посебну вештину за голмана. У оквиру кампање „Где се ствара величина“, постављена је плоча у част Ерпсове на ФК Вест Бридгфорд у Нотингему. 
Између 2012. и 2016. Ерпс је дипломирала управљање информацијама и пословне студије на Универзитету Лафборо . 

## Статистика каријере

### Клупска
| Клуб                      | Сезона            | Лига              | Лига    | Лига   | Национални Куп | Национални Куп | Лига Куп | Лига Куп | Европа  | Европа | Укупно  | Укупно |
| Клуб                      | Сезона            | Дивизија          | Наступи | Голови | Наступи        | Голови         | Наступи  | Голови   | Наступи | Голови | Наступи | Голови |
| ------------------------- | ----------------- | ----------------- | ------- | ------ | -------------- | -------------- | -------- | -------- | ------- | ------ | ------- | ------ |
| Leicester City            | 2009–10           | WPL North         | 0       | 0      | 0              | 0              | 0        | 0        | —       | —      | 0       | 0      |
| Nottingham Forest         | 2010–11           | WPL National      | 4       | 0      | 0              | 0              | 2        | 0        | —       | —      | 6       | 0      |
| Doncaster Rovers Belles   | 2011              | WSL               | 14      | 0      | 0              | 0              | 1        | 0        | —       | —      | 15      | 0      |
| Doncaster Rovers Belles   | 2012              | WSL               | 13      | 0      | 2              | 0              | 3        | 0        | —       | —      | 18      | 0      |
| Doncaster Rovers Belles   | Total             | Total             | 27      | 0      | 2              | 0              | 4        | 0        | —       | —      | 33      | 0      |
| Coventry City (позајмица) | 2011–12           | WPL National      | 0       | 0      | 0              | 0              | 0        | 0        | —       | —      | 0       | 0      |
| Birmingham City           | 2013              | WSL               | 11      | 0      | 0              | 0              | 3        | 0        | 1       | 0      | 15      | 0      |
| Bristol Academy           | 2014              | WSL 1             | 14      | 0      | 1              | 0              | 5        | 0        | 6       | 0      | 26      | 0      |
| Bristol Academy           | 2015              | WSL 1             | 14      | 0      | 1              | 0              | 5        | 0        | —       | —      | 20      | 0      |
| Bristol Academy           | Total             | Total             | 28      | 0      | 2              | 0              | 10       | 0        | 6       | 0      | 46      | 0      |
| Reading                   | 2016              | WSL 1             | 12      | 0      | 1              | 0              | 1        | 0        | —       | —      | 14      | 0      |
| Reading                   | 2017              | WSL 1             | 7       | 0      | 0              | 0              | 0        | 0        | —       | —      | 7       | 0      |
| Reading                   | 2017–18           | WSL 1             | 15      | 0      | 1              | 0              | 0        | 0        | —       | —      | 16      | 0      |
| Reading                   | Total             | Total             | 34      | 0      | 2              | 0              | 1        | 0        | —       | —      | 37      | 0      |
| VfL Wolfsburg             | 2018–19           | Bundesliga        | 4       | 0      | 2              | 0              | —        | —        | 0       | 0      | 6       | 0      |
| VfL Wolfsburg II          | 2018–19           | 2. Bundesliga     | 2       | 0      | —              | —              | —        | —        | —       | —      | 2       | 0      |
| Manchester United         | 2019–20           | WSL               | 14      | 0      | 1              | 0              | 4        | 0        | —       | —      | 19      | 0      |
| Manchester United         | 2020–21           | WSL               | 22      | 0      | 2              | 0              | 1        | 0        | —       | —      | 25      | 0      |
| Manchester United         | 2021–22           | WSL               | 22      | 0      | 2              | 0              | 1        | 0        | —       | —      | 25      | 0      |
| Manchester United         | 2022–23           | WSL               | 22      | 0      | 5              | 0              | 0        | 0        | —       | —      | 27      | 0      |
| Manchester United         | 2023–24           | WSL               | 7       | 0      | 0              | 0              | 0        | 0        | 2       | 0      | 9       | 0      |
| Manchester United         | Укупно            | Укупно            | 87      | 0      | 10             | 0              | 6        | 0        | 2       | 0      | 105     | 0      |
| Укупно у каријери         | Укупно у каријери | Укупно у каријери | 196     | 0      | 18             | 0              | 26       | 0        | 9       | 0      | 249     | 0      |

### Репрезентативна
| Година | Енглеска | Енглеска |
| Година | Наступи  | Голови   |
| ------ | -------- | -------- |
| 2017   | 1        | 0        |
| 2018   | 3        | 0        |
| 2019   | 4        | 0        |
| 2020   | 0        | 0        |
| 2021   | 6        | 0        |
| 2022   | 15       | 0        |
| 2023   | 16       | 0        |
| Укупно | 45       | 0        |